# Gracias (Lempira)
Gracias es un municipio y una ciudad de la República de Honduras, cabecera del departamento de Lempira, al oeste de la República de Honduras.
Se encuentra ubicada a 5 horas por carretera de la capital, Tegucigalpa, y a una hora de la ciudad de Santa Rosa de Copán. Cuenta con una población proyectada de 57 182 habitantes (en 2020), más de la mitad de ellas del área rural. La mayoría se dedica a la agricultura, ganadería, silvicultura y pesca.

## Geografía
Gracias es la cabecera del departamento de Lempira y está unida con la zona occidental a través de la carretera de occidente rumbo a Santa Rosa de Copán. La ciudad está localizada al pie de la montaña de Celaque, el pico más alto en Honduras, con 2,849 m s. n. m.
| Orientación | Límite                                    |
| ----------- | ----------------------------------------- |
| Norte       | Municipio de Lepaera, Lempira             |
| Norte       | Municipio de La Iguala, Lempira           |
| Norte       | Municipio de Las Flores, Lempira          |
| Sur         | Municipio de La Campa, Lempira            |
| Sur         | Municipio de San Manuel Colohete, Lempira |
| Sur         | Municipio de Belén, Lempira               |
| Este        | Municipio de La Iguala, Lempira           |
| Oeste       | Municipio de Belén Gualcho, Ocotepeque    |
| Oeste       | Municipio de Corquín, Copán               |

Gracias tiene 23 aldeas y 161 caseríos. Alrededor de Gracias existen varias comunidades pequeñas, las cuales cuentan con la concentración indígena más grande de Honduras, especialmente de los lencas. Entre estos pueblos cabe mencionar los de La Campa, famosa por su producción alfarería y los retablos de su iglesia; y San Manuel Colohete y Erandique, que conservan variadas tradiciones indígenas.

## Historia

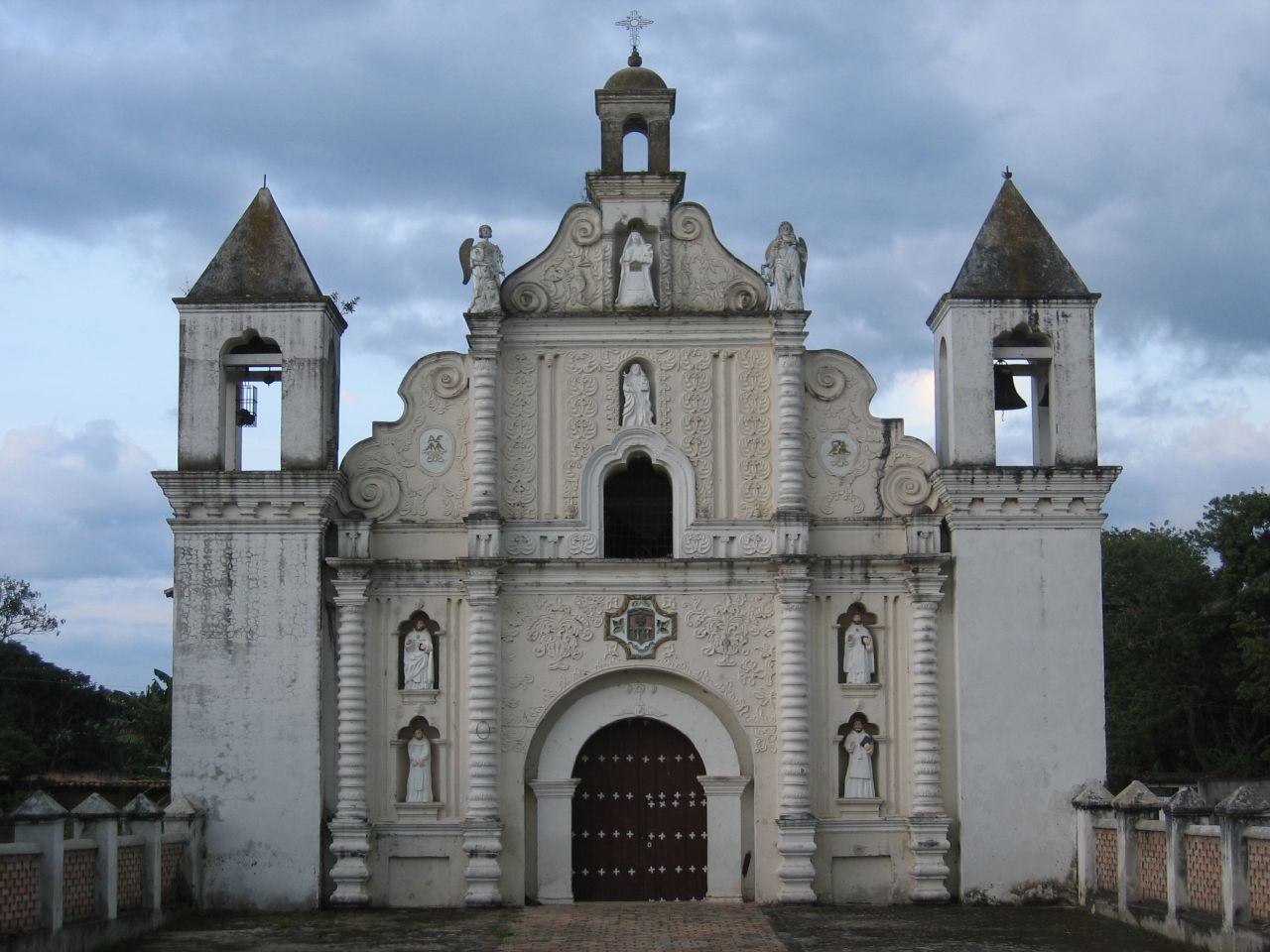
Iglesia de la merced, construida en el.

Esta ciudad fue fundada en octubre de 1536 bajo el nombre de «Gracias a Dios» por Gonzalo de Alvarado y Chávez, primo hermano de Pedro de Alvarado, en el lugar llamado Opoa, próximo a la ribera del río Higuito. Durante la época virreinal, Gracias fue muy importante para los españoles y tuvo algunos años de crecimiento, antes de ser eclipsada por las ciudades de Antigua Guatemala y Comayagua.
El 14 de enero de 1539 la ciudad de Gracias a Dios fue nombrada Municipio por don Juan de Montejo allí mismo se ofició misa por el entonces Obispo de Honduras Cristóbal de Pedraza.

### Sede de la Real Audiencia y Chancillería de los Confines
Mediante Cédula Real de fecha 3 de septiembre de 1543 dado en la ciudad de Valladolid (Reino de España), el 16 de mayo de 1544 se estableció como sede de la Real Audiencia de los Confines, oficialmente llamada "Real Audiencia y Chancillería de los Confines de Guatemala y Nicaragua". Su primer presidente fue Alonso de Maldonado y Solís (1543-1548), junto a varios oidores con instrucción en jurisprudencia. Los magistrados nombrados fueron: Diego de Herrera, Pedro Ramírez de Quiñonez y Don Juan Roxel, todos españoles. Esta audiencia era la encargada de aplicar las leyes emanadas desde España y representar los derechos de la Corona ante los reclamos de tierras, encomiendas e impuestos, así como administrar justicia en diversas instancias y cumplir otra variada gama de deberes.
La Audiencia fue trasladada en 1549 a la ciudad de Santiago de Guatemala (hoy Antigua Guatemala). Quizá esta decisión fue desafortunada para la unidad de Centroamérica, ya que colocó la sede de las autoridades superiores en el extremo oriental del reino de Guatemala, mientras que Gracias ofrecía una situación mucho más céntrica, intermedia entre las provincias septentrionales y meridionales.
En 1863, después de realizadas las elecciones generales, el general José María Medina asume la presidencia del Estado de Honduras en la ciudad de Gracias, debido a que se encontraba de vacaciones en la hacienda de su propiedad en las cercanías. 
Con fecha 11 de diciembre de 1949 se inauguró en la ciudad de Gracias el servicio público de agua potable.

### Batallas

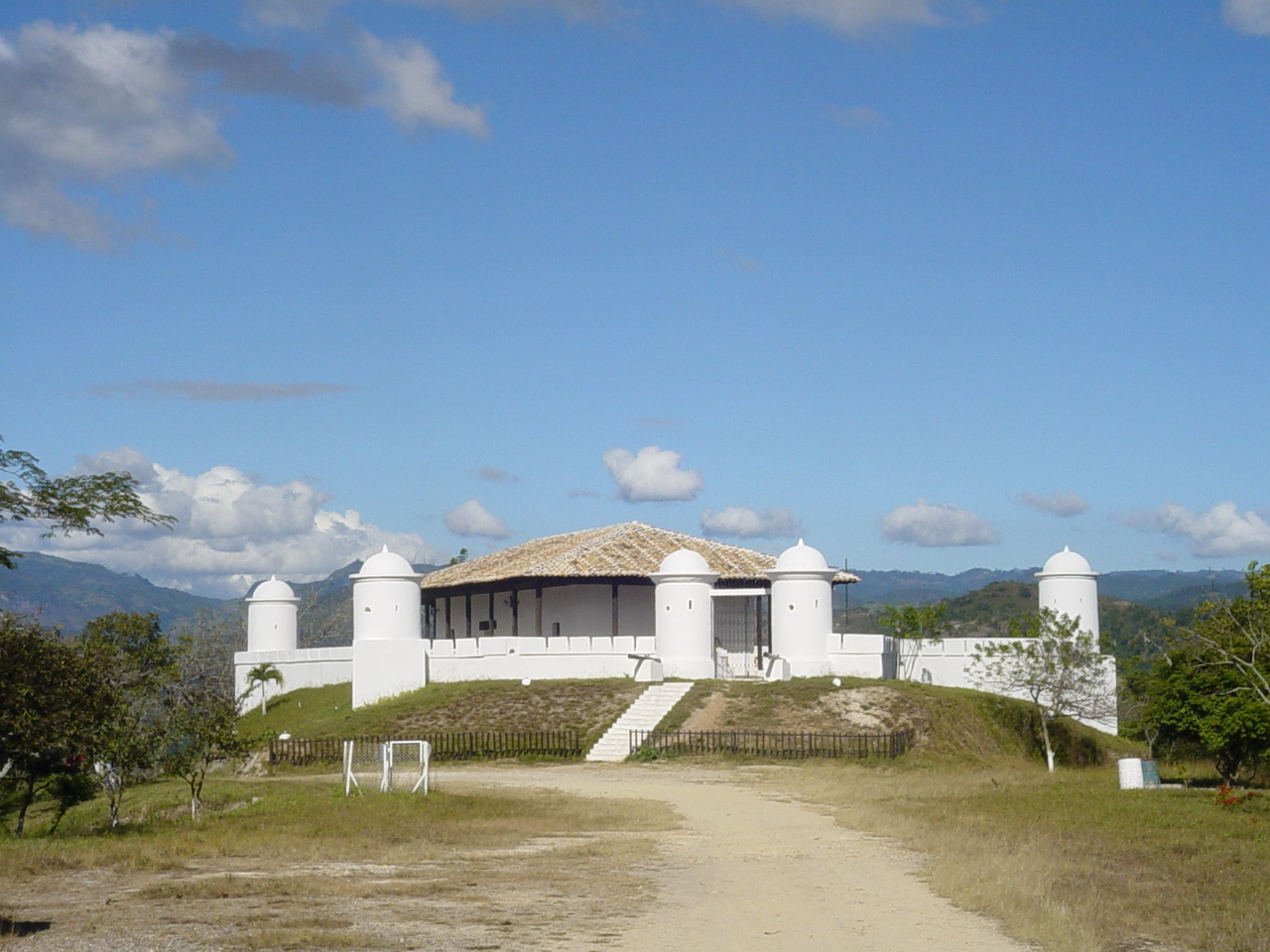
Vista frontal del Fuerte de San Cristóbal.

Durante los sucesos de la guerra civil de 1919, los coroneles Vicente Tosta Carrasco, Flavio Delcid y Gregorio Ferrera, junto al capitán Natividad Pérez lideraron el “Ejército revolucionario de occidente”, iniciando sus operaciones bélicas en el occidente de Honduras. El 11 de agosto a las 05 horas, atacaron la ciudad de Gracias. Las tropas defensoras estaban al mando del general José León Castro. Después de un duro combate los invasores se hicieron con la plaza y oficinas gubernamentales y seguidamente partieron hacia Santa Rosa de Copán.
Durante la guerra civil de 1924, el 7 de febrero la ciudad de Gracias cayó en manos de las fuerzas rebeldes al mando de los oficiales General Vicente Tosta Carrasco y General Gregorio Ferrera.
Durante la rebelión del General Gregorio Ferrera, este claudicó de atacar la ciudad al darse cuenta de que estaba apostado como comandante de armas el General José León Castro "El León de Occidente", junto a sus oficiales el General Leonardo del Cid y el General Concepción Peralta, al mando de un numeroso y organizado ejército.  
En 1959 sucedió una rebelión entre los mandos de la Tercera Zona Militar de Honduras que comprendía los departamentos de Copán, Lempira, Ocotepeque y Santa Bárbara. La jefatura estaba en la ciudad de Santa Rosa de Copán, pero oficiales rebeldes la trasladaron a Gracias y tomaron el Fuerte San Cristóbal como bastión defensivo. Después de una corta lucha, perdieron la vida dos soldados y la rebelión no tuvo ningún éxito, recuperándose la tranquilidad y nombrándose como nuevo comandante al Coronel Armando Flores Carías.

### Actualidad

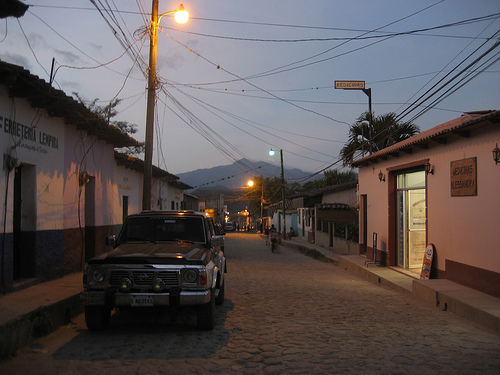
Calle de Gracias, Lempira.

La ciudad es uno de los sitios turísticos más visitados por los Hondureños y ha experimentado una mejora de infraestructura desde inicio de la década pasada, como la restauración de sus edificios históricos como la iglesia de la merced entre otros que datan del periodo colonial que aun siguen pie. También ha incrementado el nivel de población estimada de la ciudad de Gracias para 2018 fue de 54,404 personas: 26,520 hombres y 27,885 mujeres; con una población de 15,490 personas en el área urbana y de 38,915 en el área rural. La mayoría cuenta con un nivel educativo de Básica (hasta el sexto grado) y se dedica a la agricultura, ganadería, silvicultura y pesca. El 78% de los hogares cocinan con leña  y un 11% de ellos cuenta con automóvil propio. Un 26% de la población se autoidentifica dentro de la etnia lenca.
La ciudad cuenta con varias agencias bancarias, restaurantes, mercados, el Hospital Doctor Juan Manuel Gálvez, centros universitarios, colegios de educación secundaria, primaria y universitaria, locutorios, estaciones de radio, televisoras locales UHF y cable y tiendas de artesanías varias. Esto gracias al mejoramiento socioeconómico por el turismo tanto nacional como extranjero. También cuenta con una pista para aeronaves de 1,300 metros de largo, inaugurada el 28 de octubre de 2013.

## Turismo
Entre los sitios turísticos de Gracias se encuentran:

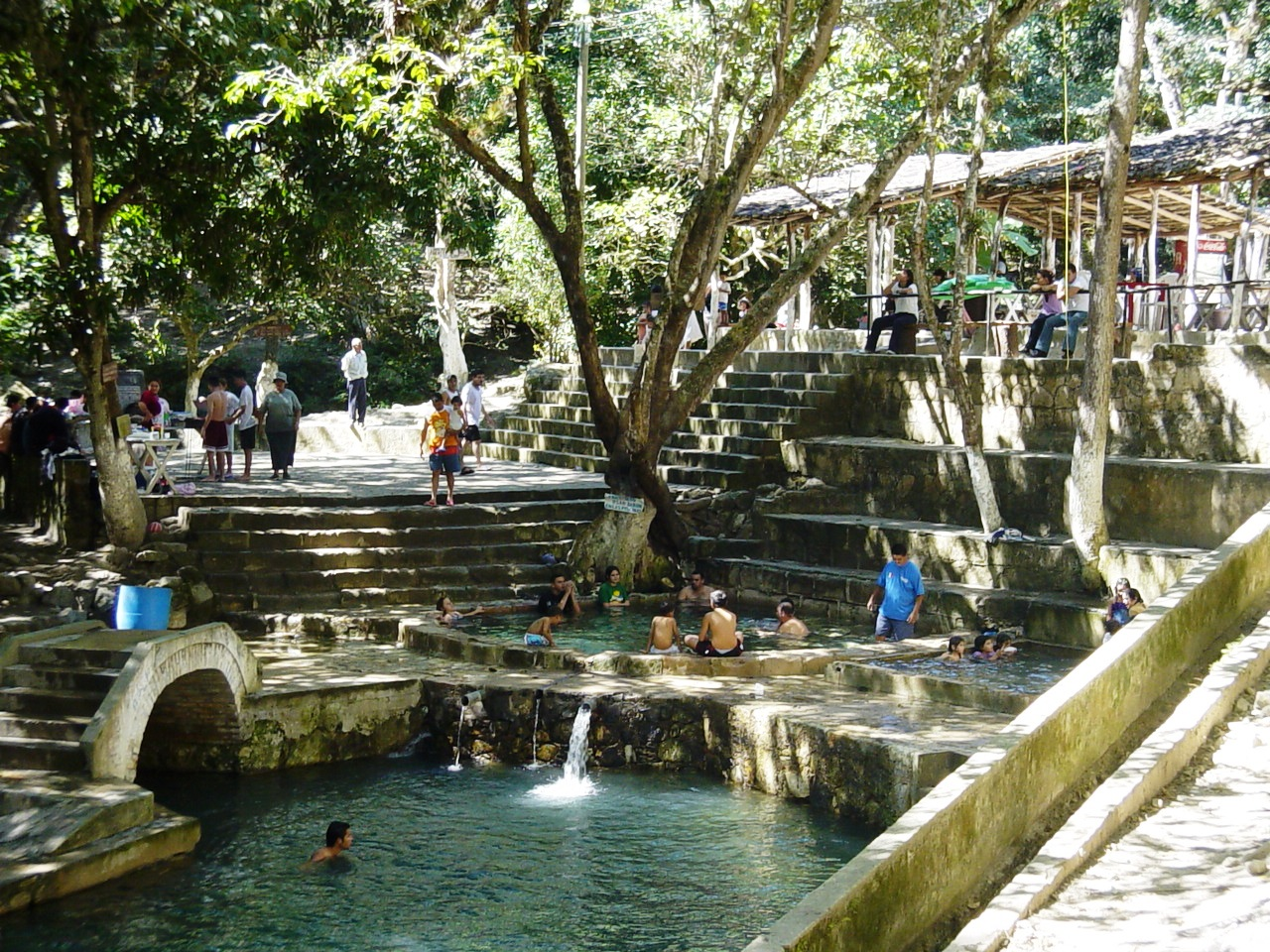
Aguas Termales de Gracias, a solo 5 minutos.

- El casco histórico, donde se hallan tres iglesias coloniales: La Merced (1611), San Marcos (siglo XVIII) y San Sebastián (siglo XX).
- El edificio donde funcionó la Real Audiencia de los Confines.
- Casa Galeano, antigua propiedad del señor Alberto Galeano Trejo y actualmente un museo histórico de la ciudad.
- Un jardín botánico, contiguo a la Casa Galeano.
- El Fuerte San Cristóbal, un edificio histórico militar que guardaba la seguridad de la ciudad colonial y donde se encuentra la tumba del expresidente Juan Lindo.
- Dos balnearios de aguas termales: uno al sureste de Gracias (14°33'36"N 88°34'12"O) y otro en carretera a Santa Rosa de Copán (14°39'16"N 88°35'41"O).
- El parque nacional Celaque, en la Montaña de Celaque, que es el pico más alto en Honduras y patrimonio nacional de Honduras. "Celaque" significa en lengua lenca "caja de agua".

En Gracias se celebran dos ferias patronales: el 13 de diciembre, día de Santa Lucía y el 25 de abril, día de San Marcos.

## Alcaldes
| Desde                   | Hasta                    | Nombre                             | Ocasión         |  |
| ----------------------- | ------------------------ | ---------------------------------- | --------------- |  |
| 1936                    |                          | Pedro Iglesias Guzmán              |                 |  |
| 1937                    |                          | Miguel Ángel Estrada               |                 |  |
| 1942                    |                          | Pedro Iglesias Guzmán              | Segunda         |  |
| 1943                    |                          | Fernando Bautista                  |                 |  |
| 1945                    |                          | Pedro Iglesias Guzmán              | Tercera         |  |
| 1948                    |                          | Pedro Iglesias Guzmán              | Cuarta          |  |
| 1950                    |                          | Miguel Ángel Estrada               | Segunda         |  |
| 21 de diciembre de 1957 | 15 de septiembre de 1958 | Fernando Bautista                  | Segunda         |  |
| 3 de enero de 1963      | 2 de marzo de 1965       | Arnulfo Murcia Salguero            |                 |  |
| 16 de marzo de 1965     | 1 de abril de 1965       | Sara Serrano                       |                 |  |
| 19 de abril de 1965     | 30 de septiembre de 1965 | Antonio Herrera Ruiz               |                 |  |
| 1 de octubre de 1965    | 14 de agosto de 1966     | Francisco Navarro                  |                 |  |
| 15 de agosto de 1966    | 2 de junio de 1968       | Miguel Ángel Ruiz                  |                 |  |
| 3 de junio de 1968      | 1 de junio de 1971       | Tito Hernández M.                  |                 |  |
| 2 de junio de 1971      | 23 de julio de 1974      | Amalia Pineda Madrid               |                 |  |
| 25 de julio de 1974     | 15 de mayo de 1975       | Arnulfo Murcia Salguero            | Segunda         |  |
| 16 de mayo de 1975      | 19 de abril de 1976      | Francisco Navarro                  | Segunda         |  |
| 20 de abril de 1976     | 1 de noviembre de 1978   | José Iglesias Guzmán               |                 |  |
| 27 de noviembre de 1978 | 30 de septiembre de 1980 | José Oliva                         |                 |  |
| 1 de octubre de 1980    | 9 de enero de 1982       | Miguel Ángel Ruiz                  | Segunda         |  |
| 1 de febrero de 1982    | 29 de enero de 1984      | Adrián Castro                      |                 |  |
| 1 de noviembre de 1984  | 9 de enero de 1985       | Ramón Gómez Espinoza               |                 |  |
| 15 de enero de 1985     | 28 de mayo de 1985       | Pedro Iglesias Guzmán              | Quinta          |  |
| 1 de junio de 1985      | 30 de enero de 1986      | Rubén Ángel Rosa Bautista          |                 |  |
| 30 de enero de 1986     | 25 de enero de 1990      | Jorge Omar Batres Padilla          |                 |  |
| 25 de enero de 1990     | 25 de enero de 1994      | Rubén Ángel Rosa Bautista          | Segunda         |  |
| 25 de enero de 1994     | 25 de enero de 2002      | Javier Mondragón Hernández         | (dos periodos)  |  |
| 25 de enero de 2002     | 25 de enero de 2006      | Mario Denis Ramírez                |                 |  |
| 25 de enero de 2006     | 25 de enero de 2010      | Jesús Eliseo Villanueva            |                 |  |
| 25 de enero de 2010     | 25 de enero de 2022      | Javier Antonio Enamorado Rodríguez | (tres periodos) |  |
| 25 de enero de 2022     | Actualidad               | Pedro Edgardo Escalante Campos     |                 |  |

## Personas Destacadas
| Título     | Nombre                          | Mérito |
| ---------- | ------------------------------- | --- |
| Lic.       | José Santiago Milla             | Representante por la Provincia de Honduras ante las Cortes de Cádiz en 1813                                                         |
| Cap. Gral. | José Justo Milla Pineda         | Jefe de Estado de Honduras en 1827                                                                                                  |
|            | José Francisco Milla Guevara    | Jefe de Estado de Honduras de 1832 a 1833                                                                                           |
| Dr.        | Luciano Milla Cisneros          | Ministro Plenipotenciario de la República de Honduras, Presidente del Congreso Nacional de Honduras.                                |
|            | Angélica Meza Milla             | (1911-1995): a los 19 años de edad ganó el primer Miss Honduras en 1930                                                             |
|            | Víctor Cáceres Lara             | (1915-1993), Abogado, escritor y diplomático                                                                                        |
|            | Juan Orlando Hernández Alvarado | Presidente del Congreso Nacional de Honduras (2010-2013) Presidente constitucional de la República (de facto) desde 2014 hasta 2022 |

## División Política
Aldeas: 23 (2013)
Caseríos: 161 (2013)
| Código | Aldea                   |
| ------ | ----------------------- |
| 130101 | Gracias                 |
| 130102 | Arcilaca                |
| 130103 | Azacualpita             |
| 130104 | Campuca o El Camalote   |
| 130105 | Catulaca                |
| 130106 | Cedros de Mejicapa      |
| 130107 | El Caral                |
| 130108 | La Misión               |
| 130109 | El Pinal San José       |
| 130110 | El Refugio              |
| 130111 | El Rodeo                |
| 130112 | El Rodeo de Quelacasque |
| 130113 | El Sile                 |
| 130114 | El Tablón               |
| 130115 | El Zapote               |
| 130116 | Jacan o San Isidro      |
| 130117 | La Asomada              |
| 130118 | La Lima                 |
| 130119 | Mejocote                |
| 130120 | Platanares              |
| 130121 | San José del Alto       |
| 130122 | Villami                 |
| 130123 | Montaña Verde           |

## Deportes
El Club Deportivo América es el Club De Fútbol de la Ciudad y juega en la Liga de Ascenso de Honduras.